# Erich Hof
Erich Hof (Viena, 3 d'agost de 1936 - Viena, 25 de gener de 1995) fou un futbolista austríac de la dècada de 1960. Fou conegut com "El Professor del Futbol" (Der Professor des Fußballs).
Fou jugador del Wiener Sport-Club i FK Austria Wien. Fou internacional amb Àustria entre 1957 i 1968.